# Óxido de cromo(IV)
Dióxido de cromo ou óxido de cromo(IV) é um composto inorgânico de fórmula química CrO2 e é um sólido magnético sintético de coloração preta.